# Línea Nevsko-Vasileóstrovskaya (Metro de San Petersburgo)

Trayecto de la línea 3 en San Petersburgo.

La línea 3, también conocida como la línea Nevsko-Vasileóstrovskaya (del ruso: Не́вско-Василеостро́вская ли́ния), es una línea del Metro de San Petersburgo, inaugurada en 1967. Destaca entre las demás líneas del Metro de San Petersburgo por tener el más largo de los túneles entre estaciones en todo el sistema. Los encargados del metro intentaron originalmente agregar estaciones en medio de las ya existentes, pero esos planes fueron posteriormente abandonados. La línea corta el centro de San Petersburgo en un eje este-oeste y luego se vuelve al sureste siguiendo la orilla izquierda del río Neva. Por lo general, es de color verde en los mapas de metro.

## Historia
| Tramo                                            | Inauguración             | Longitud |
| ------------------------------------------------ | ------------------------ | -------- |
| Vasileostrovskaya a Ploshchad Alexandra Nevskogo | 3 de noviembre de 1967   | 6.7 km   |
| Ploshchad Alexandra Nevskogo I a Lomonosovskaya  | 25 de diciembre de 1970  | 5.8 km   |
| Vasileostrovskaya a Primorskaya                  | 29 de septiembre de 1979 | 2.2 km   |
| Lomonosovskaya a Obukhovo                        | 10 de julio de 1981      | 4.3 km   |
| Obukhovo a Rybatskoe                             | 28 de diciembre de 1984  | 3.6 km   |
| Total:                                           | 10 estaciones            | 23.7 km  |

## Transbordos
| # | Transbordo a                   | En                           |
| - | ------------------------------ | ---------------------------- |
| 1 | Línea Kírovsko-Výborgskaya     | Mayakovskaya                 |
| 1 | Línea Moskovsko-Petrogradskaya | Gostinny Dvor                |
| 1 | Línea Pravoberezhnaya          | Ploshchad Alexandra Nevskogo |